# Bertus van Effrink
Bertus van Effrink (Huizen, 13 november 1944 – aldaar, 12 februari 2015) was een Nederlands voetballer die als verdediger twee seizoenen uitkwam voor PEC Zwolle. Hij overleed op 70-jarige leeftijd in zijn woonplaats Huizen.

## Carrièrestatistieken
| Seizoen         | Club            | Land            | Competitie      | Competitie | Competitie | Beker | Beker | Internationaal | Internationaal | Overig | Overig | Totaal | Totaal |
| Seizoen         | Club            | Land            | Competitie      | Wed.       | Dlp.       | Wed.  | Dlp.  | Wed.           | Dlp.           | Wed.   | Dlp.   | Wed.   | Dlp.   |
| --------------- | --------------- | --------------- | --------------- | ---------- | ---------- | ----- | ----- | -------------- | -------------- | ------ | ------ | ------ | ------ |
| 1971/72         | PEC Zwolle      | Nederland       | Eerste divisie  | –          | 2          | 1     | 0     | –              | –              | 0      | 0      | 3      | 2      |
| 1972/73         | PEC Zwolle      | Nederland       | Eerste divisie  | –          | 1          | 2     | 0     | –              | –              | 5      | 0      | 7      | 1      |
| Carrière totaal | Carrière totaal | Carrière totaal | Carrière totaal | –          | 3          | 3     | 0     | 0              | 0              | 5      | 0      | 10     | 3      |